# 長屋尚作
長屋 尚作（ながや しょうさく、1882年（明治15年）6月19日 - 1976年（昭和51年）9月10日）は、大日本帝国陸軍軍人。最終階級は陸軍少将。功五級。

## 経歴
群馬県出身。群馬県士族で歩兵第21連隊長等を歴任した長屋尚緝の息子として生まれる。大阪陸軍地方幼年学校第1期、陸軍士官学校第15期を卒義し、日露戦争に出征した。1920年（大正9年）8月に陸軍歩兵少佐に進級し、1923年（大正12年）9月時点で第5師団副官の任にあった。1924年（大正13年）8月に陸軍歩兵中佐に進級し、9月時点で歩兵第71連隊附に転じ、1924年（大正14年）9月時点で歩兵第3連隊附となり、東京農業大学に配属された。1925年（大正15年）には第1師団司令部附となったが東京農業大学配属は継続し、1927年（昭和2年）7月には近衛歩兵第2連隊附に転補した。
1928年（昭和3年）3月に陸軍士官学校予科生徒隊長に着任、1929年（昭和4年）3月に陸軍歩兵大佐に進級し、1932年（昭和7年）4月に歩兵第3連隊長（第1師団・歩兵第2旅団）に転じた。1933年（昭和8年）8月1日、陸軍少将進級と同時に歩兵第40旅団長（第20師団）に着任し、1935年（昭和10年）3月15日に待命となり、3月30日に予備役に編入された。太平洋戦争開戦後に召集され、朝鮮軍報道部長に就任し、1945年（昭和20年）2月1日に朝鮮軍管区司令部附を発令された。